# 七里岩

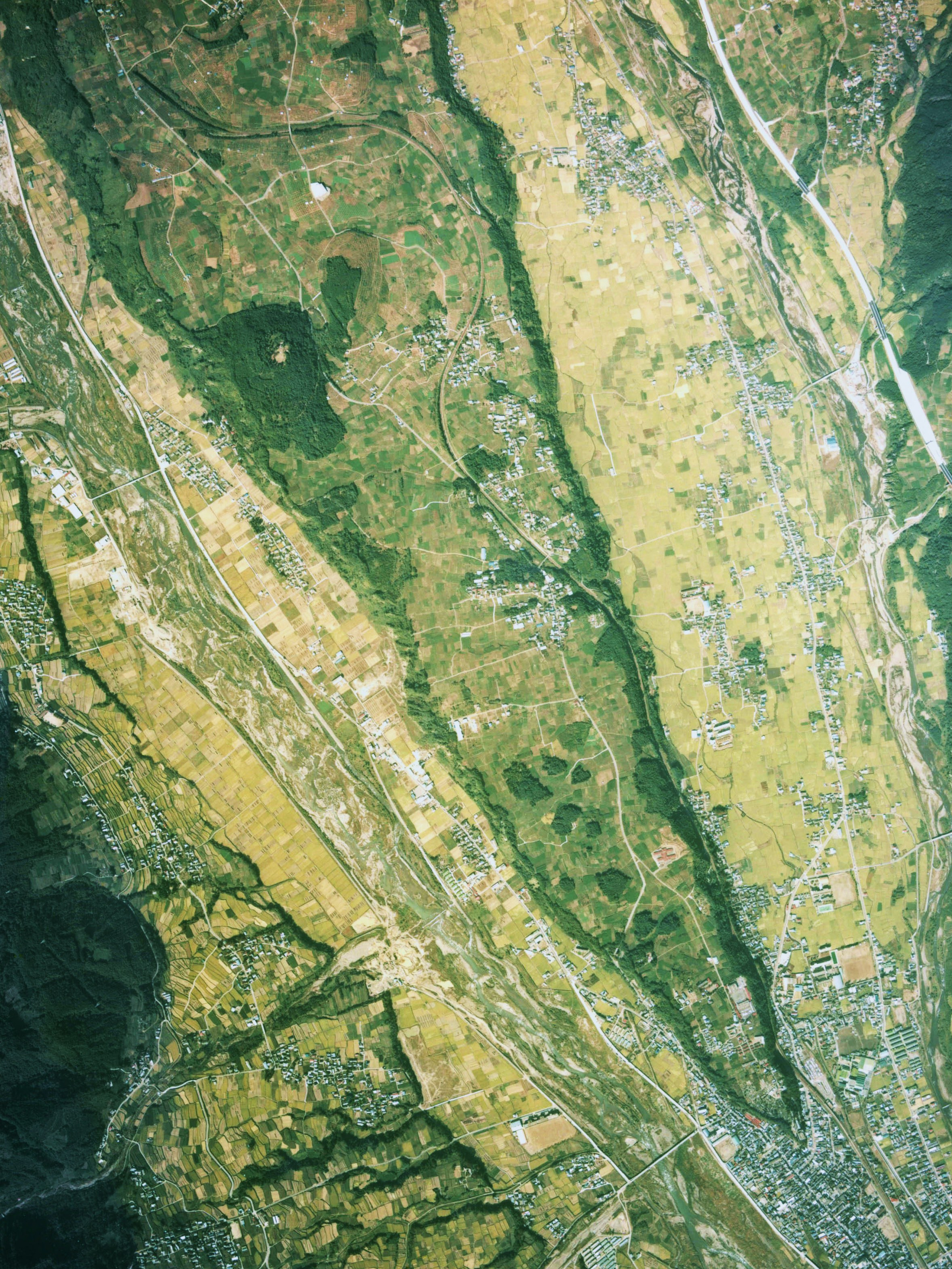
七里岩台地先端部付近の空中写真（1976年撮影）
韮崎の地名の由来となったニラの葉に似た形状であることが分かる。

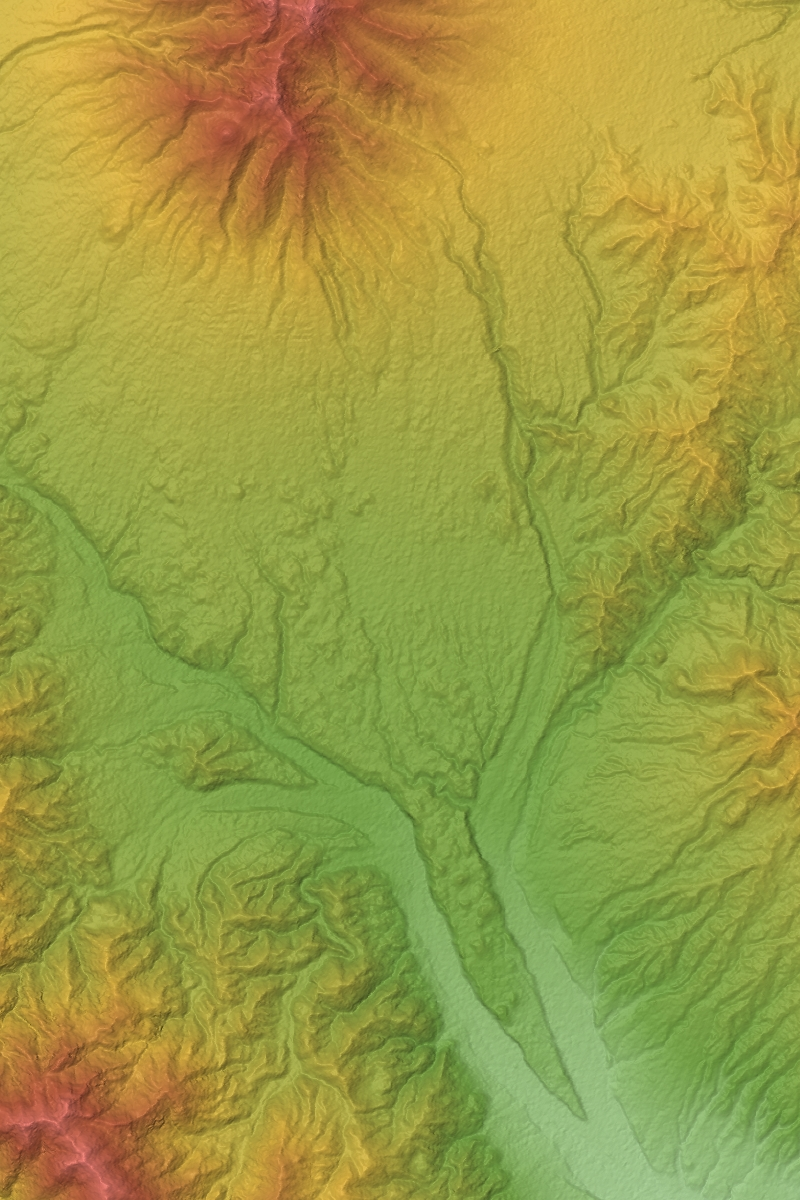
韮崎岩屑なだれの地形図

七里岩（しちりいわ）は、山梨県の峡北地方にある台地。広義には、長野県諏訪郡富士見町から、山梨県の北杜市の小淵沢町、長坂町、大泉町、高根町と須玉町の一部を経て、韮崎市の中心地まで達する台地のことを指す。

## 概要
約20万年前に発生した八ヶ岳の山体崩壊による韮崎岩屑流（または韮崎泥流、韮崎岩屑なだれ）と呼ばれる岩屑なだれが形成した平坦地を、西側の釜無川と東側の塩川によって侵食崖を形成したものが七里岩である。狭義には、釜無川の侵食により形成された、川沿いに連なる高さ10mから40mの断崖のことを指す。この山体崩壊した土砂の体積は約10 km3と推定されており、日本最大規模の岩屑なだれである。七里岩を生み出した岩屑なだれは甲府盆地を横断し、反対側の曽根丘陵まで達している。この断崖は国道20号から見ることができる。

## 伝承
南北の長さが30km（約7里）にも及ぶので、七里岩という美称がつけられたとされる。なお、正式には「しちりいわ」であり、「七里ヶ岩（しちりがいわ）」という名称は正しくない。
台地の形が舌状であり「韮」の葉に似ているので、その先端部のある地域を「韮崎」として、韮崎市の地名発祥のひとつになったとされる。

## 地理
地形
台地の上は一部に流れ山を残し、おおむね平坦である。しかしながら、水利に恵まれていなかったので、台地南部の韮崎や須玉地区は近代に入るまで開発が進まなかった。現代では、桃などの生産が行われている。
一方、台地北部は、八ヶ岳からの湧水により水利にとても恵まれており、江戸時代には、甲斐国の中でも有数の米生産地であったとされる。
地域
小淵沢町、長坂町、大泉町および高根町は、その町域のほとんどがこの台地の上に存在する。中央本線や中央自動車道は
韮崎市を過ぎるとこの台地へとのぼり、長野県へと通じている。
台地の崖下を流れる釜無川と塩川には、それぞれ平行して甲州街道と佐久甲州往還が走っていた。現在では、それぞれ国道20号と国道141号に相当する。
近世においては、逸見路（へみじ）や信州往還（甲州街道原路）、信玄の棒道といった交通手段が存在し、それぞれ甲府から信州までの道を結んでいた。なお、信州往還は、現在の長野県道・山梨県道17号茅野北杜韮崎線（七里岩ライン）に相当する。

## 歴史
台地北部は湧水に恵まれ、長野県富士見町の井戸尻遺跡、山梨県北杜市（旧北巨摩郡大泉村）の金生遺跡、同市長坂遺跡（旧同郡長坂町）、韮崎市の坂井遺跡・坂井南遺跡など縄文時代の遺跡が数多く分布する。
平安時代後期に甲斐国には甲斐源氏の一族が進出し、韮崎には武田氏が拠り、北杜市大泉町の谷戸城などこの時期の中世城郭や砦が分布する。戦国時代には戦国大名となった武田氏が信濃侵攻を行う中継地点にもなり、武田勝頼の時代には現在の韮崎市中田町には新府城が築城され府中の移転が試みられ、新府城は台地の残丘を利用している。
また、武田氏の滅亡後に甲斐・信濃の武田遺領を巡る天正壬午の乱の舞台にもなり、韮崎市穴山町にはこの事件に関係する城郭として能見城がある。
台地南部では水利に乏しいため桑畑となる。

### 韮崎七里岩地下壕群
韮崎市一ツ谷・祖母石両地区には太平洋戦争中の地下壕が存在する。戦争が激化し都市部の空襲が相次いでいた1945年（昭和20年）3月7日に陸軍航空本部は本土決戦に備えて「生産組織疎開計画並びに実施状況」を発表し、軍事工場を地方都市の地下に疎開させる計画を立案した。立川飛行機株式会社はこれに基き航空本部に対して韮崎地区の七里岩断崖に隧道を開削して地下工場を建設する計画書を提出した。
地下壕は韮崎市水神町の青坂地下壕、一ツ谷・祖母石などに建設され、地元町民や学生のほかに軍人、建設作業員、在日朝鮮人らが従事した。工事は機械、機材を持ち込み大規模に行われたが、崩落や地下水の侵出により作業は難儀し、工事中に終戦を迎えた。